# Đồng bằng Châu Giang

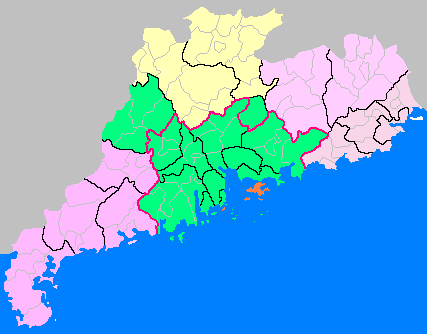
Đồng bằng Châu Giang (màu xanh)

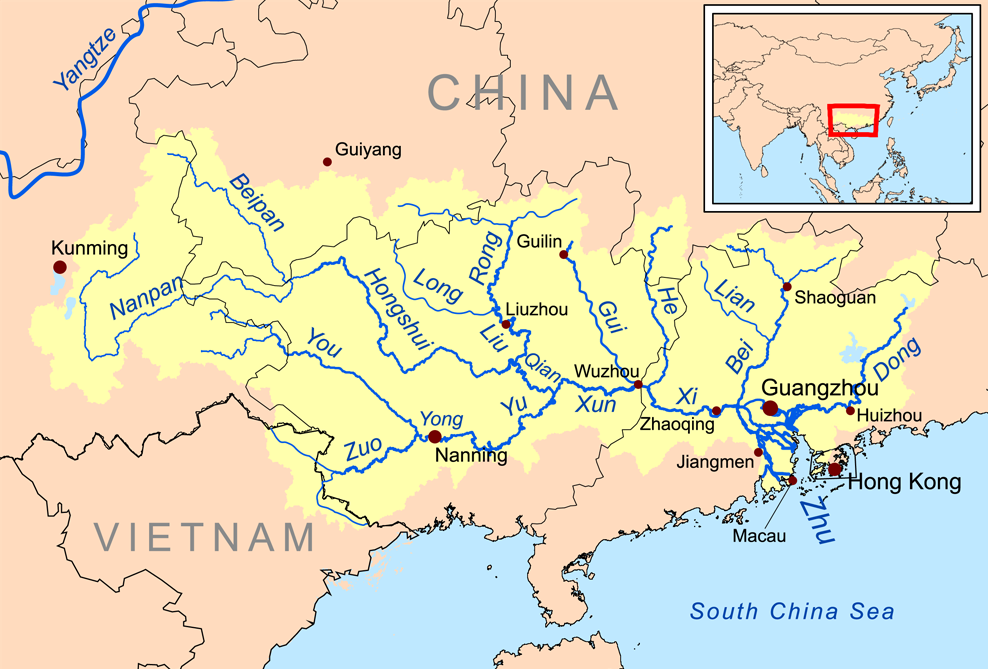
Lưu vực của Châu Giang

Đồng bằng Châu Thổ Sông Châu Giang (tiếng Trung: 珠江三角洲; bính âm: Zhū Jiāng Sānjiǎozhōu; Việt bính: jyu1 gong1 saam1 gok3 zau1) là vùng đất thấp ven Châu Giang. Đồng bằng Châu Giang thuộc khu vực trung tâm tỉnh Quảng Đông, Trung Quốc. Đây là một trong những vùng đô thị hóa đông đúc nhất trên thế giới và một trong những trung tâm chính trong tăng trưởng kinh tế của Trung Quốc.

## Địa lý
Đồng bằng Châu Giang được tạo thành từ ba con sông lớn là Đông Giang, Bắc Giang và Tây Giang. Vùng đồng bằng được hình thành bởi một mạng lưới các phụ lưu và nhánh sông Châu Giang. Đồng bằng Châu Giang trên thực tế bao gồm hai vùng châu thổ tách biệt nhau bởi dòng chính của Châu Giang. Bắc Giang và Tây Giang cùng đổ vào Biển Đông và Châu Giang ở phía tây, trong khi Đông Giang chỉ đổ ra Châu Giang ở phía đông.

## Nhân khẩu
Đồng bằng Châu Giang được dùng để đề cập đến mạng lưới siêu đô thị bao gồm 9 địa cấp thị là Quảng Châu, Thâm Quyến, Chu Hải, Đông Hoản, Trung Sơn, Phật Sơn, Huệ Châu, Giang Môn và Triệu Khánh, cùng Đặc khu hành chính Hồng Kông và Ma Cao. Theo Chương trình định cư con người Liên Hợp Quốc, đồng bằng Châu Giang ước tính có tới 120 triệu dân. Khu vực này đã nhanh chóng trở thành một siêu vùng đầu tiên của thế giới, với mạng lưới dày đặc các đô thị đông đúc với dân số là 100 triệu người; trên thực tế là một "thành phố vô tận", theo báo cáo của Liên Hợp Quốc.

## Đô thị
Đồng bằng Châu Giang là khu vực đông dân thứ hai tại Trung Quốc và là một trong những nơi có mật độ dân số cao nhất thế giới. Khu vực này cũng tương tự như vùng Đồng bằng Trường Giang, vốn cũng gồm các siêu thành phố phát triển mạnh.

### Các khu vực Đại đô thị
1. Đại đô thị Quảng Phật (Quảng Châu, Phật Sơn, & Triệu Khánh)
2. Đại Hồng Kông (Hồng Kông & Thâm Quyến)
3. Vùng đô thị Đông Hoản-Huệ Châu
4. Đại Ma Cao (Ma Cao & Chu Hải)
5. Vùng đô thị Giang Môn-Trung Sơn